# Плосково-Зуєво
Пло́сково-Зу́єво — заповідне урочище місцевого значення в Шполянському районі Черкаської області, квартали 23 та 25 Шполянського лісництва.
Як об'єкт природно-заповідного фонду створено рішенням Черкаського облвиконкому від 13 травня 1976 року № 288.
Заповідне урочище створено з метою охорони високобонітетних лісових насаджень з одинокими деревами дуба черешчатого віком понад 160—200 років.